# Кистер (церковная должность)
Ки́стер (кю́стер) (нем. Küster — пономарь, лат. custos — дворник, сторож, англ. sacristan — ризничий) — церковнослужитель-завхоз.

## История
В христианстве с древних времён в функции кюстера (пономаря) входило обеспечение порядка в церкви.
У протестантов — смотритель храма, отвечающий за имущество церкви. У кистера хранятся ключи от церковных зданий и священные сосуды. Он открывает и закрывает церковь, зажигает свечи, осуществляет подготовку к литургическим песнопениям, следит за колоколами, ухаживает за алтарём.
У лютеран должность кистера появилась в XVI веке и совмещалась с должностью учителя в сельской школе, а иногда и органиста. В России согласно уставу евангелическо-лютеранской церкви кистеры именуются также служителями церкви и служат по найму, но к духовенству не причисляются.
У католиков обязанности по охране, убранству церкви и подготовкой к различным праздничным и другим церковным церемониям выполняет ризничий. Он избирается или назначается.
В православии церковным хозяйством и имуществом заведует эконом (греч. οίκονόμος) , церковный староста.

## Упоминание в литературе
За кружкой пива мой мечтатель
Открылся кистеру душой
И говорит: "Нельзя ль, приятель,
Тебе досужною порой
Свести меня в подвал могильный,
Костями праздными обильный,
И между тем один скелет
 Помочь мне вынести на свет? …
 Пушкин А. С. «Послание Дельвигу».